# Square Castagnary
Le square Castagnary est un espace vert du 15e arrondissement de Paris.

## Situation et accès
Le site est accessible par le 115, rue Castagnary.
Il est desservi par la ligne 13 à la station Porte de Vanves.

## Origine du nom
Il rend hommage au critique d'art et journaliste français Jules Antoine Castagnary (1830-1888).

## Historique
Ce square de 1 300 m² a été créé en 2017 et ouvert en public en 2018.